# Athina Rachel Tsangari
Athina Rachel Tsangari (grec: Αθηνά Ραχήλ Τσαγγάρη, nascuda el 2 d'abril de 1966) és una cineasta grega. Alguns dels seus treballs més notables inclouen els seus llargmetratges, The Slow Business of Going (2000), Attenberg (2010) i Chevalier (2015), així com la coproducció de les pel·lícules de Iorgos Lànthimos Kinetta (2005), Kynodontas (2009) i Alpeis (2011). En el seu versàtil treball pel cinema, també ha fundat i ha estat directora del Festival Internacional de Curtmetratges Cinematexas. El 2014-2015, va ser convidada al departament d'Estudis Visuals i Ambientals de la Universitat Harvard com a visitant professor d'art, cinema i estudis visuals.

## Vida i carrera
Tsangari va néixer a Atenes. Té un títol universitari de la Facultat de Filosofia de la Universitat Aristòtil de Tessalònica, i dos diplomes de postgrau: un màster en estudis d'interpretació de la Tisch School of the Arts de la Universitat de Nova York i un màster en direcció de pel·lícules de la Universitat de Texas a Austin.
La seva primera experiència treballant al cinema va ser amb un petit paper a la pel·lícula de Richard Linklater de 1991 Slacker. Des de llavors, Tsangari ha assumit múltiples papers dins de la indústria cinematogràfica.

### Directora de cinema
El seu curtmetratge de debut, Fit (1994), va ser creat per als seus estudis a la Universitat de Nova York i va ser finalista per als Premis Anuals de l'Acadèmia d'Estudiants.
Per a la seva tesi de MFA, va crear el seu primer llargmetratge, The Slow Business of Going (2000), una road movie de baixa fidelitat/ciència-ficció, rodada en diversos formats (8 mm, 16 mm, mini-DV i 35 fotografies) a les habitacions d'hotel de nou ciutats d'arreu del món i després es va transferir el tall final de la pel·lícula a 35 mm. La pel·lícula es va estrenar al Festival Internacional de Cinema de Tessalònica l'any 2000 i va guanyar la millor pel·lícula al New York Underground Film Festival el 2002. La pel·lícula va ser descrita per Domitila Bedel a Senses of Cinema com "una erecció permanent per a l'ull". El 2002 Village Voice Critics Poll la va classificar com una de les "millors primeres pel·lícules" de l'any i ara pertany a la col·lecció permanent de pel·lícules del MoMA.
El seu segon llargmetratge, Attenberg (2010), es va estrenar a la competició principal de la 67a Mostra Internacional de Cinema de Venècia, on la seva protagonista, Ariane Labed va guanyar la Copa Volpi per la millor interpretació femenina. La pel·lícula va ser la entrada oficial de Grècia per la Millor pel·lícula en llengua estrangera als Premis Oscar de 2011.
El seu curtmetratge The Capsule (2012), encarregat per la Deste Foundation for Contemporary Art, es va projectar als festivals de cinema de Locarno, Toronto i Sundance amb el reconeixement de la crítica.
El 2013, va ser una de les setanta directores convidades pel Festival de Cinema de Venècia per participar en el projecte Venezia 70 - Future Reloaded, for which she made the short science fiction film 24 Frames Per Century (2013).
El 2013, també va crear una pel·lícula de recaptació de fons per al Museu Benaki, el museu pioner de l'herència grega, narrada per Willem Dafoe.
El 2015, es va estrenar el seu tercer llargmetratge Chevalier (2015), una comèdia d'amics ambientada en un iot al mar Egeu, que es va estrenar al Festival de Cinema de Locarno. Va guanyar el premi a la millor pel·lícula en competició oficial al BFI-London Film Festival 2015. També va rebre un premi al millor actor pel seu repartiment de conjunts masculins i una menció especial del jurat per a la direcció del Festival de Sarajevo. Es va estrenar a Nord-amèrica en el Festival de Toronto, seguida del Festival de Cinema de Nova York amb l'aclamació de la crítica. La pel·lícula va ser la entrada oficial de Grècia per la Millor pel·lícula en llengua estrangera a la Premis Oscar de 2016.
El proper projecte de direcció de Tsangari serà una adaptació cinematogràfica de la novel·la de Jim Crace Harvest amb una data d'estrena estimada del 2024.

### Directora de televisió
Tsangari va dirigir dos episodis de la sèrie de drama històric de Canal+/ ZDF/ Netflix Borgia..
El seu treball televisiu més recent inclou la direcció cinematogràfica de la sèrie de televisió BBC Two, Trigonometry. La sèrie de televisió es va estrenar a la secció "Berlinale Series" de la Berlinale el 2020.

### Productora de cinema
El 2005, Tsangari va fundar Haos Film, un estudi de producció i postproducció amb seu a Atenes. Els seus crèdits de producció inclouen tres pel·lícules dirigides per Iorgos Lànthimos: Kinetta (2005), Kynodontas (2009), com a productor associat, i Alpeis (2011). És coproductora dAbans del capvespre de Richard Linklater (la tercera entrega de la «trilogia abans de», rodada a Messènia (Grècia), on també va aparèixer en el paper d'Ariadni.
El projecte cinematogràfic de Tsangari Duncharon va ser guardonat amb l'ARTE France Cinéma Award al millor projecte al International Film Festival Rotterdam CineMart 2012.

### Treball a festivals de cinema
El 1995, Tsangari va fundar i es va convertir en el director artístic del Festival Internacional de Curtmetratges Cinematexas, un festival de cinema per a treballs experimentals que va durar fins al 2006.
També va exercir com a assessora creativa al laboratori de direcció del programa de llargmetratges de Sundance i als laboratoris de guionistes de Sundance Istanbul i Jordan.
El 2013, va ser membre del jurat del 63è Festival Internacional de Cinema de Berlín.
El 2017 va formar part del Jurat Mundial de Dramàtics al Festival de Cinema de Sundance i al Cinéfondation i del Jurat de Curtmetratges al Festival de Cinema de Canes.
El 2019 va formar part del jurat del Premi Platform al Festival Internacional de Cinema de Toronto

### Dissenyadora de projeccions
Tsangari va ser dissenyadora de projeccions i director de vídeo de l'equip creatiu encapçalat per Dimitris Papaioannou que va dissenyar les cerimònies d'obertura i de clausura dels Jocs Olímpics d'Estiu de 2004 a Atenes.
També va dissenyar les projeccions escèniques de l'obra de teatre de dansa "2" de Dimitris Papaioannou l'any 2007
El 2008, va dissenyar les mostres de vídeo i les projeccions d'"A Greek Cerimonia" - l'exposició del Museu de la Capital de Pequín sobre les cerimònies d’inauguració i de clausura dels Jocs Olímpics d'Estiu de 2004.
El 2009, va crear "Reflexions", una sèrie de projeccions a gran escala encarregades per a l'obertura del nou Museu de l'Acròpoli d'Atenes.

## Filmografia

### Llargmetratges
Director
- The Slow Business of Going (2000)
- Attenberg (2010)
- Chevalier (2015)
- Harvest (2024)

Guionista
- Attenberg (2010)
- Chevalier (2015), coescrit amb Efthimis Filippou

Productor
- The Slow Business of Going (2000)
- Kinetta (2005), dirigida per Iorgos Lànthimos
- Palestine Blues (2006), dirigida per Nida Sinnokrot
- Kynodontas (2007), dirigida per Iorgos Lànthimos, productor associat
- Lovers of Hate (2010), dirigida per Bryan Poyser, productor executiu
- Attenberg (2010)
- Alpeis (2011), dirigida per Iorgos Lànthimos
- Pearblossom Hwy (2012), dirigida per Mike Ott
- Abans del capvespre (2013), dirigida per Richard Linklater, coproductor
- Lake Los Angeles (2014), dirigida per Mike Ott, productor executiu
- Petting Zoo (2015), dirigida per Micah Magee, coproductor
- Fireflies (2018), dirigida per Bani Khoshnoudi, coproductor

Actriu
- Slacker com a cosina de Grècia (acreditada com a Rachel Reinhardt)
- Abans del capvespre com Ariadni

### Curts
- On Infection (1993), escriptor, director
- Fit (1994), escriptor, director, editor
- Fit #2 (1995), escriptor, director
- Plant #1 (1996), escriptor, director
- Anticipation™ (1996), codirigida amb Nida Sinnokrot i Kenny Strickland
- Pleasureland (2001), productor executiu
- The Wind Squeezes Glass Leaves (2002), animació, director
- Funky Beep (2007), vídeo musical de K.Bhta, director
- Marina № 5 / 20:04–21:10 UTC+8 / 31° 10' N 121° 28' E (2008), director
- The Capsule (2012), coguionista, director
- 24 Frames per Century (2013) (segment de Venice 70 - Future Reloaded), coguionista, director
- The Benaki Museum (2013), narrat per Willem Dafoe, director, escriptor
- Sandy Beach (2016), productor
- After Before (2016), curt documental, director, productor

### Televisió
- Borgia, director
- Trigonometry (sèrie BBC Two), director